# 神探愛倫坡：黑鴉兇殺案
《神探愛倫坡：黑鴉兇殺案》（英語：The Raven）是一部2012年的美國犯罪心理驚悚片，由曾負責《V煞》及《忍者刺客》的澳洲籍導演詹姆斯·麥克特格執導。故事乃將19世紀美國著名作家兼詩人埃德加·愛倫·坡的一生及用他的作品改編而成。

## 批評
故事背景发生于美國馬里蘭州巴爾的摩市。但電影並沒有在美國本土取景, 實際是去歐洲塞爾維亞首都貝爾格萊德及匈牙利首都布達佩斯拍懾，所以受到部份美國當地人士批評。

## 外部連結
- 《神探愛倫坡：黑鴉兇殺案 （页面存档备份，存于）》官方網站（英文）